# Edward John Thye
Edward John Thye (Frederick, 1896. április 26. – Northfield, 1969. augusztus 28.) az Amerikai Egyesült Államok szenátora (Minnesota, 1947–1959).